# کولوچیو
کولوچیو (به ایتالیایی: Collevecchio) یک کومونه در ایتالیا است که در استان ریتی واقع شده‌است. کولوچیو ۱٬۶۵۱ نفر جمعیت دارد و ۲۴۵ متر بالاتر از سطح دریا واقع شده‌است.